# Centar nacionalne strategije
Centar nacionalne strategije (CNS) je nevladina i neprofitna organizacija, osnovana 17. februara 2016. godine u Novom Sadu radi ostvarivanja ciljeva u oblasti monitoringa i implementacije nacionalnih strategija u Srbiji u kontekstu  potreba razvoja društva i poštovanja ljudskih prava i sloboda. Osnivač i Predsednik Centra nacionalne strategije (CNS) prof. dr Slobodan Grebeldinger.
Ključne smernice rada: Unapređenje kvaliteta i promovisanje doslednije praktične  primene – implementacije postojećih nacionalnih strategija; Iniciranje kreiranja nedostajućih nacionalnih strategije, Iniciranje kreiranje delotvornih sektorskih strategija; Monitoring i analiza praktičnog ostvarenja prihvaćenih strategija i predlaganje neophodnih korekcija; analiza uticaja implementacije strategija na ostvarivanje ljudskih prava i sloboda, a u kontekstu razvojnih potreba društva.
Organizacija okuplja bord eminentnih stručnjaka iz svih oblasti, sa ciljem kreiranja nacionalnih strategija koje bi bile putokaz daljeg razvoja društva.
Centar nacionalne strategije (CNS) je partner sa East-West bridge i nosilac radne grupe za nacionalne strartegije.

## Istorijat
Organizacija CENS Centar za nacionalnu strategiju nastala je 2009. godine transformacijom Srpsko-Američkog centra (SAC) osnovanog 2003. godine. Ugašen je 2011. nakon smrti osnivača, profesora Svetozar Stojanović i doktora Đuro Kovačevića bitno je doprineo demokratizaciji društva i dao zamajac formiranju civilnog društva. Centar nacionalne strategije (CNS) je sledbenik ovih organizacija sa vizijom dalje demokratizcije društva.

## Spoljašnje veze
- Internet stranica Centra nacionalne strategije